# Pippin (musical)
Pippin és un musical de 1972 amb música i lletra de Stephen Schwartz i llibre de Roger O. Hirson. Bob Fosse, que va dirigir la producció original de Broadway, també va contribuir al llibret. El musical utilitza la premissa d'una misteriosa companyia de teatre, dirigida pel Leading Player, per explicar la història de Pippin, un jove príncep que busca sentit i significació. La "quarta paret" es trenca nombroses vegades durant la majoria de les produccions tradicionals.
El protagonista, Pippin, i el seu pare, Carlemany, són personatges derivats de dues figures històriques de la primera edat mitjana, encara que la trama és fictícia i no presenta cap precisió històrica respecte a cap dels dos. L'espectacle va ser parcialment finançat per Motown Records. A l'abril de 2019, la sèrie original de Pippin és el 36è espectacle de Broadway més llarg .
Ben Vereen i Patina Miller van guanyar els premis Tony per les seves interpretacions del paper principal a la producció original de Broadway i el revival del 2013, respectivament, convertint-los en els primers actors a guanyar Tonys al millor actor protagonista i a la millor actriu protagonista en un musical, pel mateix paper.

## Fons
Pippin va ser concebut originalment com un musical estudiantil, Pippin, Pippin, interpretat per la companyia de teatre Scotch'n'Soda de la Universitat Carnegie Mellon. Stephen Schwartz va col·laborar amb Ron Strauss, però quan Schwartz va decidir desenvolupar més l'espectacle, Strauss va abandonar el projecte. Schwartz havia dit que ni una sola línia o nota del Pippin del Carnegie Mellon va arribar a la versió final.

## Sinopsi

### Acte 1
Aquest musical comença amb l'Actor Principal d'un grup de teatre itinerant i els Actors acompanyants convidant el públic a presenciar el seu espectacle, trencant la quarta paret ("Magic to Do"). Comencen a explicar la història de Pippin, (de qui diuen que està sent interpretat per un nou actor que debuta a l'escenari), el primer fill del rei Carlemany. Dirigint-se als Actors com si fossin els professors de la seva graduació universitària, en Pippin canta el seu desig de compliment, creient que ha de trobar el seu propòsit a la vida ("Corner of the Sky"). Pippin torna a casa al castell i la finca del seu pare. Carlemany i Pippin no tenen l'oportunitat de comunicar-se sovint, ja que els nobles, soldats i cortesans els interrompen constantment, que lluiten per l'atenció de Carlemany ("Welcome Home"). Pippin també es reuneix amb la seva ambiciosa madrastra Fastrada i el seu fill babau Lewis. Charles i Lewis estan planejant entrar aviat a la batalla contra els visigots, i Pippin demana al seu pare que el porti com a soldat per demostrar-se a si mateix. Charles accepta de mala gana i passa a explicar el pla de batalla als seus homes ("War is a Science"), interromput repetidament per un Pippin massa entusiasta.
Els Actors expressen la batalla a través de la cançó i la dansa, amb l'Actor Principal i dos ballarins principals al mig (interpretant el famós "Manson Trio" de Bob Fosse ) mentre darrere d'ells apareixen representacions de violència i desmembrament ("Glory"). Charles declara la victòria i condueix el seu exèrcit cap a la següent batalla, amb ganes de més glòria. Un Pippin desil·lusionat té una discussió cínica amb el cap tallat d'un soldat enemic, reconeixent la inutilitat de la batalla. Fuig al camp mentre l'Actor Principal canta els plaers d'una vida lliure i fàcil ("Simple Joys"). Allà, Berthe, la seva àvia paterna, exiliada per Fastrada, diu a Pippin que deixi de preocupar-se pel seu futur, i més aviat que gaudeixi dels plaers i comoditats del present ("No Time at All"). En Pippin pren aquest consell a cor i busca més passatemps alegres. Comença a gaudir de moltes trobades sexuals sense sentit, però aviat esdevé aclaparador i Pippin obliga a totes les dones a allunyar-se ("With You"), descobrint que les relacions sense amor et deixen sentir "buit".
L'Actor Principal entra i parla amb l'ara esgotat Pippin, suggerint que es pot trobar la realització en lluitar contra les maneres tiràniques del seu pare. Accepta, i es converteix en el líder d'una revolució contra el seu pare. Fastrada s'assabenta del pla d'en Pippin, s'aprofita per idear un pla propi: si Pippin mata amb èxit a Carlemany o falla i és arrestat per traïció, Lewis serà el següent en la línia per al tron de qualsevol manera. Ella manipula a Carlemany perquè vagi a la seva pregària anual ben d'hora, i li diu a Pippin que serà a la capella desarmat ("Spread a Little Sunshine"). A la capella reial d'Arles, Pippin s'enfronta al seu pare, que justifica la seva crueltat i tirania com a eines necessàries per aconseguir la pau i la prosperitat del regne. Li diu amb menyspreu a Pippin que faci el que ha de fer ("Morning Glow"). L'Actor Principal esmenta a l'audiència que de moment ho deixaran, però per esperar un final completament emocionant.

### Acte 2
Com a rei, Pippin porta la pau a la terra donant als pobres, erradicant impostos, acabant amb l'exèrcit i resolent pacíficament les disputes estrangeres. Tanmateix, això aviat s'esfondra, ja que en Pippin es veu obligat a tornar enrere en moltes de les seves promeses, tornant a les maneres tiràniques del seu pare. A petició d'en Pippin, l'Actor Principal ressuscita Carlemany, que recupera el tron, i en Pippin es queda desanimat, ja que la seva vida encara no s'ha complert. L'Actor Principal li aconsella que segueixi el camí de la seva vida ("On the Right Track"), però després d'experimentar amb l'art i la religió, en Pippin cau en una desesperació monumental i s'ensorra al terra.
La grangera vídua Catherine el troba al carrer i se sent atreta per l'arc del seu peu ("And There He Was"), i quan en Pippin arriba, es presenta ("Kind of Woman"). Des del principi, és clar que l'Actor Principal està preocupat per la capacitat d'actuació de Catherine i l'atracció real per Pippin; després de tot, ella no és més que una actriu que interpreta un paper en el pla que encara no s'ha desenvolupat per l'Actor Principal. Catherine té ajuda d'en Pippin com a granger a la seva finca. Al principi, Pippin es considera per sobre d'aquestes coses ("Extraordinary"), però després de consolar el seu fill, Theo, sobre la malaltia i la mort eventual del seu ànec ("Prayer for a Duck"), s'escalfa amb Catherine i es troba a si mateix. atret per ella ("Love Song"). Tanmateix, a mesura que passa el temps, en Pippin s'adona que s'ha convertit massa còmode en la monotonia i abandona la finca per continuar buscant el seu veritable propòsit. Catherine té el cor trencat i reflexiona sobre ell, començant espontàniament una cançó que inicialment no estava al guió, per a la ràbia i la sorpresa de l'Actor Principal ("I Guess I'll Miss the Man").
Tot sol en un escenari, Pippin està envoltat per l'Actor Principal i els diferents actors. Li diuen que l'única cosa satisfactòria és el seu únic acte perfecte, el Final, en què Pippin s'encén a foc i "es farà un amb la flama", la qual cosa implica que morirà en el procés. El comparen amb el sol, el convencen de sacrificar la seva vida per un esclat de glòria. Just quan està a punt de fer-ho, s'adona que hi ha d'haver alguna cosa més que la mort i decideix no seguir-ho. Catherine i Theo entren, desafiant el guió, i es posen al costat d'en Pippin. Li canta, adonant-se que el seu propòsit mai va ser la màgia o l'espectacle, sinó viure una vida normal ("Finale"/"Magic Shows and Miracles"). L'Actor Principal furiós llança un atac, suspèn l'espectacle i diu a la resta de jugadors i a l'orquestra que facin les maletes, deixant a Pippin, Catherine i Theo sols a l'escenari buit sense escenaris, llums ni vestits. Sola i abandonada per la troupe, Catherine li pregunta a Pippin com se sent. En Pippin respon: "Atrapat... però feliç, cosa que no està gens malament per al final d'una comèdia musical".

## Números musicals
Tot i que Pippin està escrit per ser interpretat en un sol acte i la seva estructura d'arc únic no s'adapta fàcilment a un entreacte, moltes actuacions es divideixen en dos actes. A la versió en dos actes actualment amb llicència de Musical Theatre International, l'entreacte arriba després de "Morning Glow", amb un final de l'acte I, una versió abreujada de "Magic to Do", inserit després de l'assassinat de Charles. Igual que amb el nou final, l'entreacte es pot afegir a criteri del director sense necessitat de permís addicional. El revival de Broadway de 2013 es realitzà amb un entreacte.

### Producció original de Broadway
- "Magic to Do" – Actor Principal i Els Actors
- "Corner of the Sky" – Pippin
- "Welcome Home" – Charlemagne i Pippin
- "War Is a Science" – Charlemagne, Pippin, i Soldats
- "Glory" – Actor Principal i Soldats
- "Simple Joys" – Actor Principal
- "No Time at All" – Berthe i The Gang
- "With You" – Pippin
- "Spread a Little Sunshine" – Fastrada
- "Morning Glow" – Pippin i Els Actors
- "On the Right Track" – Actor Principal i Pippin
- "Kind of Woman" – Catherine i Els Actors
- "Extraordinary" – Pippin
- "Prayer for a Duck" – Pippin
- "Love Song" – Pippin i Catherine
- "I Guess I'll Miss the Man" – Catherine
- "Finale" – Actor Principal, Fastrada, Pippin, i Els Actors

### Revival de Broadway de 2013
| Act I - "Magic to Do" – Actor Principal, Players - "Corner of the Sky" – Pippin - "War Is a Science" – Charlemagne, Pippin, Soldats - "Glory" – Actor Principal, Soldats - "Simple Joys" – Actor Principal - "No Time at All" – Berthe, Players - "With You" – Pippin - "Spread a Little Sunshine" – Fastrada - "Morning Glow" – Pippin, Actor Principal, Players | Act II - "Entr'acte" – Players - "On the Right Track" – Actor Principal, Pippin - "And There He Was" – Catherine - "Kind of Woman" – Catherine, Conjunt - "Extraordinary" – Pippin - "Prayer for a Duck" – Pippin, Theo † - "Love Song" – Pippin, Catherine - "I Guess I'll Miss the Man" – Catherine - "Finale/Magic Shows and Miracles" – Actor Principal, Lewis, Pippin, i Conjunt - "Corner of the Sky (Reprise)" – Theo € |

Notes
€ - Inclosa com a part del "Finale" a l'enregistrament 
† - No inclosa a l'enregistrament

### Versió llicenciada
| Act I - "Magic to Do" – Actor Principal, Fastrada, Berthe, Lewis, Charlemagne, i Conjunt - "Corner of the Sky" – Pippin - "War Is a Science" – Charlemagne, Pippin, i Soldats - "Glory" – Actor Principal i Soldats - "Simple Joys" – Actor Principal - "No Time at All" – Berthe i Conjunt - "With You" – Pippin - "Spread a Little Sunshine" – Fastrada, Lewis, Conjunt - "Morning Glow" – Pippin, Actor Principal i Conjunt | Act II - "Entr'acte" – Conjunt - "On the Right Track" – Actor Principal i Pippin - "There He Was" – Catherine - "Kind of Woman" – Catherine i Conjunt - "Extraordinary" – Pippin - "Prayer for a Duck" – Pippin, Theo, i Catherine - "Love Song" – Pippin i Catherine - "I Guess I'll Miss the Man" – Catherine - "Finale" – Actor Principal, Lewis, Pippin, i Conjunt - "Theo's Corner"§ – Theo i Conjunt |

A la producció original de 1972, Fosse va planejar utilitzar les cançons de Stephen Schwartz "Marking Time" i "Just Between the Two of Us", però abans que l'espectacle s'estrenés a Broadway les cançons van ser substituïdes per "Extraordinary" i "Love Song" respectivament. Les cançons "Spread a Little Sunshine" i "On the Right Track" es van afegir a l'espectacle durant el seu període d'assaig a petició de Bob Fosse. "And There He Was" es va tallar del programa abans que arribés a Broadway, però es va incorporar a totes les revisions futures.

## Repartiments destacats
| Personatge      | Original de Broadway 1972 | Original del West End 1973 | 1a gira EUA 1974   | 2a gira EUA 1977 | 3a gira EUA 2006    | Revival de Broadway 2013 | 4a gira EUA 2014                 |
| --------------- | ------------------------- | -------------------------- | ------------------ | ---------------- | ------------------- | ------------------------ | -------------------------------- |
| Pippin          | John Rubinstein           | Paul Jones                 | Barry Williams     | Michael Rupert   | Joshua Park         | Matthew James Thomas     | Kyle Selig Matthew James Thomas  |
| Actor Principal | Ben Vereen                | Northern Calloway          | Irving Lee         | Larry Riley      | Andre Ward          | Patina Miller            | Sasha Allen                      |
| Berthe          | Irene Ryan                | Elisabeth Welch            | Dortha Duckworth   | Thelma Carpenter | Barbara Marineau    | Andrea Martin            | Lucie Arnaz                      |
| Catherine       | Jill Clayburgh            | Patricia Hodge             | Carol Fox Prescott | Alexandra Borrie | Teal Wicks          | Rachel Bay Jones         | Kristine Reese                   |
| Charlemagne     | Eric Berry                | John Turner                | I. M. Hobson       | Eric Berry       | Micky Dolenz        | Terrence Mann            | John Rubinstein                  |
| Fastrada        | Leland Palmer             | Diane Langton              | Louisa Flaningam   | Antonia Ellis    | Shannon Lewis       | Charlotte d'Amboise      | Sabrina Harper                   |
| Theo            | Shane Nickerson           | Nicky Cheesman Peter Hall  | Eric Brown         | Shamus Barnes    | Jason Blaine        | Andrew Cekala            | Zachary Mackiewicz Lucas Schultz |
| Lewis           | Christopher Chadman       | Bobby Bannerman            | Adam Grammis       | Jerry Colker     | James Royce Edwards | Erik Altemus             | Callan Bergmann                  |

Substitucions al repartiment original de Broadway:
- Pippin: Walter Willison, Michael Rupert, Dean Pitchford
- Actor Principal: Samuel E. Wright, Northern J. Calloway, Ben Harney, Larry Riley[8]
- Berthe: Dorothy Stickney
- Catherine: Betty Buckley, Joy Franz
- Fastrada: Priscilla Lopez, Patti Karr

Revival de Broadway:
- Pippin: Kyle Dean Massey, Josh Kaufman
- Actor Principal: Ciara Renée, Carly Hughes, Ariana DeBose
- Berthe: Tovah Feldshuh, Annie Potts, Priscilla Lopez
- Charlemagne: John Rubinstein, Christopher Sieber

## Produccions

### Producció original de Broadway
L'espectacle es va estrenar a l'Imperial Theater el 23 d'octubre de 1972 i va fer 1.944 funcions abans de tancar-se el 12 de juny de 1977. Va ser dirigit i coreografiat per Bob Fosse. El repartiment original estava dirigit per Ben Vereen com a l'Actor Principal, John Rubinstein com a Pippin, Eric Berry com a Charlemagne, Leland Palmer com a Fastrada, Christopher Chadman com a Lewis, Irene Ryan com a Berthe, Jill Clayburgh com a Catherine i Shane Nickerson com a Theo.
Clive Barnes va comentar per a The New York Times: "És un ambient comú per a la música rock, i he de dir que vaig trobar la majoria de la música una mica sense caràcter... No obstant això, és constantment afinada i conté unes quantes balades de rock que podrien resultar memorables." La publicitat per a la producció de Broadway va obrir nous camins amb el primer anunci de televisió que en realitat mostrava escenes d'un espectacle de Broadway. L'anunci de 60 segons mostrava a Ben Vereen i dos ballarins de cor, Candy Brown i Pamela Sousa, a la seqüència de ball instrumental de "Glory". L'anunci va acabar amb el lema: "Podeu veure els altres 119 minuts de Pippin en directe al Teatre Imperial, sense interrupció comercial".
L'estudiós del teatre musical Scott Miller va dir al seu llibre de 1996, From Assassins to West Side Story , " Pippin és un musical molt poc apreciat amb molta més substància del que molta gent pensa... A causa de la seva partitura d'estil pop dels anys setanta. i una versió amb llicència una mica emasculada per a produccions amateurs, que és molt diferent de la producció original de Broadway, l'espectacle ara té la reputació de ser simplement simpàtic i inofensiu entremaliat; però si es fa de la manera com ho va imaginar el director Bob Fosse, l'espectacle és surrealista i inquietant". Fosse va introduir "elements quasi-brechtians" per potenciar el públic. L'"efecte distanciament" de Brecht trenca la il·lusió de la realitat per fomentar l'anàlisi del significat de l'obra. L'ambigüitat de la línia "atrapada, però feliç" de Pippin obliga els espectadors a enfrontar-se a les frustracions de la vida ordinària, així com a la infructuosa temptativa de revolució de Pippin. El distanciament permet a l'espectador de pensar, i, a més, de decidir per si mateix.

### Producció original del West End
L'espectacle es va estrenar al West End al Her Majesty's Theatre el 30 d'octubre de 1973 i va tenir 85 funcions. Louise Quick, assistent personal de Fosse, i Gene Foote, un membre del repartiment original, van codirigir aquesta producció amb la posada en escena i la coreografia originals de Fosse. El repartiment incloïa Northern Calloway com a Actor principal, Paul Jones com Pippin, John Turnercom Charlemagne, Diane Langton com Fastrada, Elisabeth Welch com Berthe i Patricia Hodge com Catherine.

### Gires per Estats Units
La primera gira nacional es va obrir el 20 de setembre de 1974 al Scranton Cultural Center. La producció va ser protagonitzada per Irving Lee com l' Actor Principal, Barry Williams com Pippin, IM Hobson com Charlemagne, Louisa Flanigan com Fastrada, Adam Grammis com Lewis, Dortha Duckworth com Berthe, Carol Fox Prescott com Catherine i Eric Brown com Theo. La producció es va tancar a The Playhouse on Rodney Square a Wilmington, Delaware, el 5 d'abril de 1975.
Una segona gira protagonitzada per Michael Rupert com a Pippin, Larry Riley com a Actor principal, Eric Berry com a Charles (reprenent el seu paper del repartiment original de Broadway) i Thelma Carpenter com a Berthe es va estrenar a la Los Angeles Civic Light Opera el 2 d'agost de 1977. La gira es va tancar al Dorothy Chandler Pavilion de Los Angeles el 26 d'agost de 1978.
Una tercera gira va començar el 7 d'octubre de 2006, a l'Eisenhower Hall Theatre de West Point, New York. El repartiment va ser liderat per Andre Ward com a Actor principal, Joshua Park com a Pippin, Micky Dolenz com a Charlemagne, Shannon Lewis com a Fastrada, James Royce Edwards com a Lewis, Teal Wicks com a Catherine i Jason Blaines com a Theo. La producció va acabar el 15 de gener de 2007 al Forrest Theatre de Filadèlfia, Pennsilvània.
La quarta gira pels Estats Units (la versió revival de Broadway de 2013) es va llançar el setembre de 2014, al Buell Theatre de Denver, Colorado, amb Sasha Allen com a Actor principal, Kyle Selig com a Pippin, John Rubinstein com a Charles, Sabrina Harper com a Fastrada, Kristine Reese com a protagonista. Catherine i Lucie Arnaz com a Berthe. Selig es va posar en repòs vocal només una setmana abans que s'iniciés la gira i va ser substituït per Matthew James Thomas. Malgrat que es deia que estava en una baixa mèdica, Selig mai es va incorporar a la companyia de gira; però en canvi, quan Thomas va deixar la producció, va ser substituït per Kyle Dean Massey. Andrea Martin va repetir el seu paper de Berthe durant les dues últimes setmanes del compromís de San Francisco i tot el compromís de Los Angeles de la gira. A Dallas l'estiu de 2015 el paper de Berthe va ser interpretat per Adrienne Barbeau i Pippin per Sam Lips. Gabrielle McClinton (que va interpretar el paper a Broadway com a substituta de la guanyadora del premi Tony Patina Miller) va substituir Sasha Allen com a actor principal el 29 de juliol de 2015 a Chicago, i Brian Flores va substituir Sam Lips com a Pippin.

### Revival de Broadway
Es va desenvolupar una nova producció per a l' American Repertory Theatre de Cambridge, Massachusetts . La producció va ser dirigida per Diane Paulus, amb coreografia de Chet Walker, disseny escènic de Scott Pask, disseny de vestuari de Dominique Lemieux, disseny d'il·luminació de Kenneth Posner, disseny de so de Clive Goodwin, orquestracions de Larry Hochman, supervisió musical de Nadia DiGiallonardo i direcció musical de Charlie Alterman. En aquesta nova producció cal destacar la seva integració d'il·lusions de Paul Kieve i d'actes de circ creats per Gypsy Snider i interpretats per la companyia de Montreal Les 7 Doigts de la Main . El repartiment va ser liderat per Matthew James Thomas com el príncep titular, Patina Miller com a l'Actor principal, Andrea Martin com a Berthe, Rachel Bay Jones com a Catherine, Erik Altemus com a Lewis, Terrence Mann com a rei Charles, Charlotte d'Amboise com a Fastrada i Andrew Cekala com a Theo. Els actors eren Gregory Arsenal, Lolita Costet, Colin Cunliffe, Andrew Fitch, Orion Griffiths, Viktoria Grimmy, Olga Karmansky, Bethany Moore, Stephanie Pope, Philip Rosenberg, Yannick Thomas, Molly Tynes i Anthony Wayne. Miller estava nerviós per assumir el paper de l'Actor principal, recreant un personatge originat per la molt aclamada Vereen. No obstant això, el repte que presentava aquest paper i el poder de representació del càsting cec al gènere van superar l'aprehensió. "Sé que hi ha gent que es pregunta per què l'Actor principal ha de ser una dona aquesta vegada, però una de les grans coses dels revivals és poder fer les coses d'una manera nova i emocionant", va dir Miller. El compositor Stephen Schwartz va estar present per supervisar la sitzprobe. La producció omet el primer acte número "Welcome Home". La producció d'A.R.T. es va obrir el 5 de desembre de 2012 i es va desenvolupar fins al 20 de gener de 2013.
La producció es va traslladar a Broadway començant amb prèvies el 23 de març de 2013, al Music Box Theatre, seguida d'una estrena el 25 d'abril. El mateix repartiment que va actuar a l'A.R.T. es va traslladar a la producció de Broadway. Diane Paulus va tornar a dirigir, amb coreografies de circ i acrobàcies de Chet Walker i Gypsy Snider. Aquest revival va guanyar quatre categories a la 67a edició dels premis Tony de 10 nominacions, incloent-hi Millor Revival, Millor actriu protagonista per a Miller, Millor actriu de repartiment per a Martin i Millor direcció per a Paulus. L'1 d'abril de 2014, els papers de Pippin i Actor Principal van ser assumits per Kyle Dean Massey i Ciara Renée, respectivament. El paper de Berthe va ser assumit per Tovah Feldshuh, Annie Potts i després Priscilla Lopez. El 19 de juny de 2014 John Rubinstein, el Pippin original el 1972, va substituir Terrence Mann en el paper de Charles. Des del 2 de setembre de 2014 fins al 21 de setembre de 2014, Andrea Martin va tornar a interpretar el paper de Berthe, que va guanyar el Tony per la seva interpretació de Berthe el 2013. El setembre de 2014, Carly Hughes va substituir Ciara Renee com a actor principal. Al novembre, Josh Kaufman, guanyador de la sisena temporada de la sèrie de televisió nord-americana The Voice, va assumir el paper de Pippin de Kyle Dean Massey.
El revival Broadway es va tancar el 4 de gener de 2015.

### Altres produccions
La producció original australiana (una rèplica de la producció de Broadway) es va estrenar el febrer de 1974 al Her Majesty's Theatre de Melbourne. La va protagonitzar John Farnham com a Pippin, amb Ronne Arnold com a actor principal, Colleen Hewett com a Catherine, Nancye Hayes com a Fastrada, David Ravenswood com a Charles i Jenny Howard com a Berthe. La producció es va traslladar al Her Majesty's Theatre de Sydney l'agost de 1974. Va ser llançat un àlbum de repartiment i va arribar al lloc 60 en les llistes australianes segons el Kent Music Report.
Després d'una suspensió de vuit mesos de les representacions teatrals a causa de la pandèmia mundial del coronavirus, Pippin va ser el primer musical important que s'estrenava a Austràlia, produït per la Gordon Frost Organization al Lyric Theatre de Sydney. Les previsualitzacions van començar el 24 de novembre amb una obertura oficial el 3 de desembre de 2020 i un tancament previst el 31 de gener de 2021. La producció reprodueix el revival de Broadway de 2014 i està dirigida per Diane Paulus. És protagonitzada per Ainsley Melham com Pippin i Gabrielle McClinton, repetint el seu paper de Broadway com a Actor Principal. El repartiment també inclou a Simon Burke com a Carlemany, Lucy Maunder com a Catherine, Leslie Bell com a Fastrada, Euan Doidge com a Lewis i Kerri-Anne Kennerley com a Berthe. Theo s'alterna entre Ryan Yates, George Halahan-Cantwell, Andrew Alexander i William Wheeler. La producció va ser criticada per no haver fet el paper d'una dona local de color com a Actor Principal.
El 1974, Pippin va debutar en llengua espanyola al Teatro de los Insurgentes de Ciutat de Mèxic. Va ser produït per la cantant pop mexicana Julissa, que també va interpretar a Catherine. També hi havia Burt Rodríguez com a actor principal, Héctor Ortiz com a Pippin, Guillermo Rivas com a Charles, Anita Blanch com a Berthe i Jacqueline Voltaire com a Fastrada. Discos Gas va publicar un àlbum de repartiment.
El 10 de juny de 1975, el musical va fer el seu debut africà al His Majesty's Theatre de Johannesburg, Sud-àfrica . Va ser produït pel duet musical Des and Dawn Lindberg i protagonitzat per Sammy Brown com a actor principal, Hal Watters com a Pippin, Robin Dolton com a Charles, Andre Haddingh com a Catherine, Jo-Ann Pezarro com a Fastrada i Bess Finney com a Berthe. Satbel va publicar una gravació del repartiment més tard el 1975.
El 1986, una producció de Pippin va fer una gira pels Estats Units, dirigida per Ben Vereen. Vereen també va repetir el seu paper original d'Actor principal. La producció va ser coreografiada per Kathryn Doby, que també estava a la producció original. El repartiment va comptar amb: Sam Scalamoni (Pippin), Betty Ann Grove (Berthe), Ginger Prince (Fastrada), Rae Norman (Catherine) i Ed Dixon (Charles).
El juny de 2000, el Paper Mill Playhouse de Milburn , Nova Jersey , va organitzar un revival amb el director Robert Johanson, el coreògraf, l'escenografia Michael Anania, el disseny de vestuari de Gene Meyer i Gregg Barnes, el disseny d'il·luminació Kirk Bookman i les orquestracions de David Siegel. El repartiment estava protagonitzat per Jim Newman (Actor principal), Ed Dixon (Charlemagne), Jack Noseworthy (Pippin), Natascia Diaz (Catherine), Sara Gettelfinger (Fastrada), Davis Kirby (Lewis), i Charlotte Rae (Berthe).
El 2004, la primera gran revisió de l'espectacle a Nova York es va presentar com el segon concert anual del Dia Mundial de la Sida presentat per Jamie McGonnigal. Va comptar amb Michael Arden com a Pippin, Laura Benanti com a Catherine, Julia Murney com a Fastrada, Terrence Mann com a Charlemagne, Charles Busch com a Berthe, i el paper del protagonista es va dividir entre cinc actors, inclosos Rosie O'Donnell, Darius de Haas, Billy Porter, Kate Shindle i una aparició sorpresa com a convidat de Ben Vereen, fent la seva primera aparició a l'escenari de Nova York en més d'una dècada.
El 2005, el Bay Street Theatre de Sag Harbor, Nova York, va presentar una producció protagonitzada per BD Wong (Actor Principal), Stephanie Pope (Fastrada), Anastasia Barzee (Catherine) i James Stanek (Pippin).. La producció es va desenvolupar des del 9 d'agost de 2005 fins al 4 de setembre de 2005.
East West Players (EWP) va produir una versió diversa i inclusiva del musical amb un repartiment amb tots els artistes de color com a part de la seva 42a temporada sota la direcció artística de Tim Dang. Aleshores, Pippin era la producció més taquillera produïda mai per EWP en els seus 50 anys d'història (més tard superada per Allegiance el 2018). Stephen Schwartz s'havia posat en contacte amb Tim Dang en diverses ocasions abans de l'execució de l'espectacle, assenyalant de manera divertida que EWP tenia una inclinació per acollir les obres de Stephen Sondheim mentre "mai [feia] el treball de Schwartz, els altres SS". A partir d'aquesta interacció, es va concebre una nova versió del musical.
Com amb altres interpretacions d'aquest musical, la música i l'estètica de la iteració d'EWP van ser una gran desviació de l'original. Tots dos aspectes de la producció es van inspirar molt en les obres d'animació de Shinichirō Watanabe, que és més conegut pel seu treball a la sèrie d'anime japonesa Cowboy Bebop i Samurai Champloo; com a tal, la producció va incorporar aspectes estètics tant de l'anime com del hip-hop. L'escenografia, dissenyada per Alan Muraoka, va ser construïda a la imatge d'un club de ball amb personatges amb vestits de colors vibrants i pentinats de neó. Dang va veure aquesta barreja d'elements culturals com un reflex de la joventut de l'època: Molts del públic més jove, els intèrprets més joves, ja no volen definir-se per raça. Ja no són necessàriament asiàtics, ni afroamericans ni llatins. Són aquesta generació urbana, metropolitana i cosmopolita.
L'espectacle es va produir a Los Angeles al Mark Taper Forum , des del 15 de gener de 2009 fins al 15 de març de 2009, d'una forma radicalment diferent. L'escenari de l'obra es va canviar per reflectir un to modern i es va modificar subtilment per incloure actors sords que utilitzaven la llengua de signes nord-americana. La producció va ser coreografiada i dirigida per Jeff Calhoun per a actors tant de la Deaf West Theatre Company com del Centre Theatre Group. El personatge principal va ser interpretat per Tyrone Giordano i va tenir la veu de l'actor Michael Arden. L'Actor Principal va ser interpretat per Ty Taylor. La resta del repartiment incloïa Troy Kotsur com a Charles (a qui va donar la veu Dan Callaway), Sara Gettelfinger com a Fastrada, Harriet Harris com a Berthe i Melissa van der Schyff com a Catherine. Nicolas Conway i José F. Lopez Jr. es van alternar com a paper de Theo (i Bryan Terrell Clark els va fer la veu). El New York Times va assenyalar que la situació requeria la dualitat, però va mostrar eficaçment la "manca d'un jo fix" del personatge d'una manera nova i emocionant.
The Menier Chocolate Factory va estrenar una nova producció de Pippin el 22 de novembre de 2011. El repartiment estava format per Frances Ruffelle, Ian Kelsey, Matt Rawle, Carly Bawden, Ben Bunce, Louise Gold, Bob Harms, Harry Hepple, Holly James, Anabel Kutay, David McMullan, Stuart Neal, David Page, i Kate Tydman. L'equip creatiu estava dirigit pel director/coreògraf Mitch Sebastian.
El Kansas City Repertory Theatre va produir i interpretar una versió de Pippin que es va estrenar el 14 de setembre de 2012 i es va tancar el 7 d'octubre de 2012. La partitura va ser adaptada per reflectir un estil punk-rock per Curtis Moore. El repartiment incloïa Wallace Smith com a Actor principal, Claybourne Elder com Pippin, John Hickok com Charles, Katie Kalahurka com Fastrada/Conjunt, Sam Cordes com Lewis, Mary Testa com Berthe, Katie Gilchrist com Catherine/Conjunt i Utah Boggs com Theo. El conjunt estava format per Jennie Greenberry i Gil Perez-Abraham Jr.
L'equip creatiu estava encapçalat pel director Eric Rosen, la directora d'escenari de producció Samantha Greene, el director musical/orquestrador/arranjador Curtis Moore, la coreografia Chase Brock, el disseny escènic Jack Magaw, els vestuaris Alison Heryer, el disseny d'il·luminació Jason Lyons i el disseny de so Zachary Williamson.

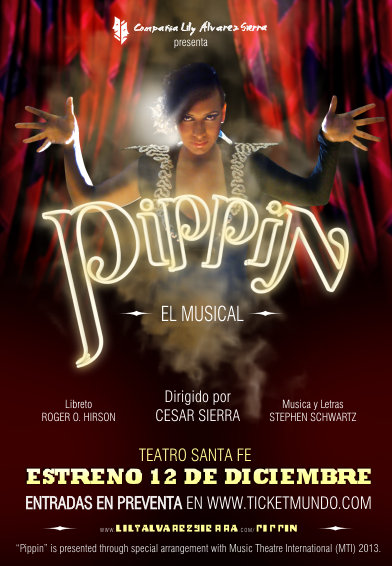
Pippin, Veneçuela, 2013

Una versió en castellà de Pippin, produïda per Lily Alvarez Sierra Company a Caracas, Veneçuela , dirigida per César Sierra, es va estrenar el 12 de desembre de 2013. El repartiment comptava amb Ruthsy Fuentes com a protagonista, Wilfredo Parra com a Pippin, Anthony LoRusso com a protagonista. Charlemagne, Marielena González com a Fastrada, Orlando Alfonzo i Gerardo Lugo van compartir el paper de Lewis, Violeta Alemán com a Berthe i Rebeca Herrera Martinez com a Catherine.
L'agost de 2017, es va obrir una producció reduïda al Hope Mill Theatre de Manchester. Va comptar amb un repartiment de deu persones i un conjunt reduït per centrar-se més en la història. Aquesta producció es va traslladar a finals de febrer de 2018 al Southwark Playhouse de Londres per a una estada limitada. La producció va protagonitzar Jonathan Carlton com a Pippin i Genevieve Nicole com a Actor Principal.
Una versió en japonès de Pippin, produïda per Fuji-Television, Kyodo-Tokyo i Watanabe-Entertainment a Tòquio, dirigida per Diane Paulus, es va estrenar el 10 de juny de 2019. Després va començar una gira al juliol a Nagaoya, Osaka i Shizuoka. El repartiment comptava amb Yu Shirota com a Pippin, Crystal Kay com a Actor principal, Kiyotaka Imai com a Charlemagne, Hiromu Kiriya com a Fastrada, Ryosuke Okada com a Lewis, Mie Nakao i Beverly Maeda van compartir el paper de Berthe, Emma Miyazawa com a Catherine i Jian Kawai i Seishiro Higurashi van compartir el paper de Theo.

## Adaptacions cinematogràfiques i enregistraments

### Enregistraments de repartiment
El 1972, Motown Records va publicar en LP una gravació del repartiment de la producció original de Broadway. Va ser la primera gravació del repartiment musical del segell i va comptar amb tot el repartiment original. L'any 2000, va ser remasteritzat i publicat en CD per Decca Broadway. Aquesta versió va incloure la versió de "I Guess I'll Miss the Man" de The Supremes, la versió de "Corner of the Sky" de The Jackson 5 i la versió de "Morning Glow" de Michael Jackson com a temes addicionals.
Es va fer una gravació del repartiment per a l'estrena australiana, protagonitzada per John Farnham i Colleen Hewett el 1973. Va ser llançat en LP i després en CD per EMI.
El primer àlbum de repartiment no anglès es va fer per a la producció de Ciutat de Mèxic de 1974 produïda i protagonitzada per Julissa. També hi havia Hector Ortiz com a Pippin, Burt Rodríguez com a actor principal, Guillermo Rivas com a Charles, Jacqueline Voltaire com a Fastrada i Anita Blanch com a Berthe. L'enregistrament va ser llançat per Discos Gas en LP el 1974.
El 29 d'abril de 2013, Ghostlight Records va publicar una gravació del repartiment de revival de 2013 en CD. Aquesta versió incloïa quatre pistes de karaoke com a bonus tracks. Es va fer un concurs per trobar 700 fans del programa per cantar la secció de "No Time at All" on Berthe convida el públic a cantar amb ella.
Es van publicar àlbums de repartiment addicionals per a la producció de Johannesburg de 1975 i la producció de Poznań de. El Los Angeles Harbor College també va gravar i va publicar un àlbum de repartiment de la seva producció el 1980.

### Producció filmada el 1981
El 1981, una producció escènica de Pippin va ser gravada en vídeo per a la televisió canadenca. La producció escènica va ser dirigida per Kathryn Doby, la capità de ball de Bob Fosse per a la producció original de Broadway, i David Sheehan va dirigir el vídeo. Ben Vereen va tornar per al paper d'Actor principal, mentre que William Katt va fer el paper de Pippin. Tanmateix, aquesta versió era una adaptació truncada i es van tallar diverses seccions de l'obra. Originalment, Catherine canta "I Guess I'll Miss the Man" després de la marxa de Pippin, però aquesta cançó no apareix al vídeo.
El repartiment incloïa:
- Ben Vereen com a actor principal
- William Katt com a Pippin
- Leslie Denniston com a Catherine
- Benjamin Rayson com a Carlemany
- Martha Raye com a Berthe
- Chita Rivera com a Fastrada
- Christopher Chadman com a Lewis

### Llargmetratge proposat
El 2003, Miramax va adquirir els drets del llargmetratge de Pippin , després de l'èxit de l'adaptació cinematogràfica del musical Chicago.
L'abril de 2013 es va anunciar que The Weinstein Company havia establert el director i guionista James Ponsoldt per escriure i adaptar la pel·lícula. Al desembre de 2014, Craig Zadan va anunciar que el seu proper projecte amb el coproductor Neil Meron seria Pippin , que es produiria per a The Weinstein Company. A l'abril de 2018, els drets cinematogràfics han tornat a Schwartz en silenci després de la declaració de fallida de The Weinstein Company amb el projecte comprat a altres estudis.

## Premis i nominacions

### Producció original de Broadway
| Any  | Premi            | Categoria                               | Nominat           | Resultat  |
| ---- | ---------------- | --------------------------------------- | ----------------- | --------- |
| 1973 | Premis Tony      | Millor musical                          | Millor musical    | Nominat   |
| 1973 | Premis Tony      | Millor llibret                          | Roger O. Hirson   | Nominat   |
| 1973 | Premis Tony      | Millor actor protagonista de musical    | Ben Vereen        | Guanyador |
| 1973 | Premis Tony      | Millor actriu protagonista de musical   | Leland Palmer     | Nominat   |
| 1973 | Premis Tony      | Millor actriu de repartiment de musical | Irene Ryan        | Nominat   |
| 1973 | Premis Tony      | Millor banda sonora                     | Stephen Schwartz  | Nominat   |
| 1973 | Premis Tony      | Millor direcció de musical              | Bob Fosse         | Guanyador |
| 1973 | Premis Tony      | Millor coreografia                      | Bob Fosse         | Guanyador |
| 1973 | Premis Tony      | Millor escenografia                     | Tony Walton       | Guanyador |
| 1973 | Premis Tony      | Millor vestuari                         | Patricia Zipprodt | Nominat   |
| 1973 | Premis Tony      | Millor il·luminació                     | Jules Fisher      | Guanyador |
| 1973 | Premi Drama Desk | Director destacat                       | Bob Fosse         | Guanyador |
| 1973 | Premi Drama Desk | Coreografia destacada                   | Bob Fosse         | Guanyador |
| 1973 | Premi Drama Desk | Disseny d'escenografia excepcional      | Tony Walton       | Guanyador |
| 1973 | Premi Drama Desk | Disseny de vestuari excepcional         | Patricia Zipprodt | Guanyador |

### Revival de Broadway de 2013
| Any  | Premi                       | Categoria                                                | Nominat                                                  | Resultat  |
| ---- | --------------------------- | -------------------------------------------------------- | -------------------------------------------------------- | --------- |
| 2013 | Premis Tony                 | Millor revival de musical                                | Millor revival de musical                                | Guanyador |
| 2013 | Premis Tony                 | Millor actriu protagonista de musical                    | Patina Miller                                            | Guanyador |
| 2013 | Premis Tony                 | Millor actor de repartiment de musical                   | Terrence Mann                                            | Nominat   |
| 2013 | Premis Tony                 | Millor actriu de repartiment de musical                  | Andrea Martin                                            | Guanyador |
| 2013 | Premis Tony                 | Millor direcció de musical                               | Diane Paulus                                             | Guanyador |
| 2013 | Premis Tony                 | Millor coreografia                                       | Chet Walker                                              | Nominat   |
| 2013 | Premis Tony                 | Millor escenografia                                      | Scott Pask                                               | Nominat   |
| 2013 | Premis Tony                 | Millor vestuari                                          | Dominique Lemieux                                        | Nominat   |
| 2013 | Premis Tony                 | Millor il·luminació                                      | Kenneth Posner                                           | Nominat   |
| 2013 | Premis Tony                 | Millor so                                                | Jonathan Deans i Garth Helm                              | Nominat   |
| 2013 | Premis Drama League         | Revival destacat d'un musical de Broadway o Off-Broadway | Revival destacat d'un musical de Broadway o Off-Broadway | Guanyador |
| 2013 | Premis Drama League         | Premi d'actuació distingida                              | Andrea Martin                                            | Nominat   |
| 2013 | Premis Drama League         | Premi d'actuació distingida                              | Patina Miller                                            | Nominat   |
| 2013 | Premi Drama Desk            | Revival destacat d'un musical                            | Revival destacat d'un musical                            | Guanyador |
| 2013 | Premi Drama Desk            | Director destacat d'un musical                           | Diane Paulus                                             | Guanyador |
| 2013 | Premi Drama Desk            | Millor actriu destacada en un musical                    | Andrea Martin                                            | Guanyador |
| 2013 | Premi Drama Desk            | Coreografia destacada                                    | Chet Walker i Gypsy Snider                               | Guanyador |
| 2013 | Premi Drama Desk            | Disseny de vestuari excepcional                          | Dominique Lemieux                                        | Nominat   |
| 2013 | Premi Drama Desk            | Disseny d'il·luminació excepcional                       | Kenneth Posner                                           | Nominat   |
| 2013 | Premis Outer Critics Circle | Revival destacat d'un musical                            | Revival destacat d'un musical                            | Guanyador |
| 2013 | Premis Outer Critics Circle | Actor destacat en un musical                             | Matthew James Thomas                                     | Nominat   |
| 2013 | Premis Outer Critics Circle | Actriu destacada en un musical                           | Patina Miller                                            | Guanyador |
| 2013 | Premis Outer Critics Circle | Actor de repartiment destacat en un musical              | Terrence Mann                                            | Guanyador |
| 2013 | Premis Outer Critics Circle | Actriu de repartiment destacada en un musical            | Andrea Martin                                            | Guanyador |
| 2013 | Premis Outer Critics Circle | Actriu de repartiment destacada en un musical            | Charlotte d'Amboise                                      | Nominat   |
| 2013 | Premis Outer Critics Circle | Director destacat d'un musical                           | Diane Paulus                                             | Guanyador |
| 2013 | Premis Outer Critics Circle | Coreògraf destacat                                       | Chet Walker                                              | Guanyador |
| 2013 | Premis Outer Critics Circle | Disseny d'escenografia excepcional                       | Scott Pask                                               | Nominat   |
| 2013 | Premis Outer Critics Circle | Disseny de vestuari excepcional                          | Dominique Lemieux                                        | Nominat   |
| 2013 | Premis Outer Critics Circle | Disseny d'il·luminació excepcional                       | Kenneth Posner                                           | Guanyador |
| 2013 | Premis Fred & Adele Astaire | Millor ballarina en un espectacle de Broadway            | Charlotte d'Amboise                                      | Guanyador |
| 2013 | Premis Fred & Adele Astaire | Millor ballarina en un espectacle de Broadway            | Patina Miller                                            | Nominat   |
| 2013 | Premis Fred & Adele Astaire | Millor ballarina en un espectacle de Broadway            | Andrea Martin                                            | Nominat   |
| 2013 | Premis Fred & Adele Astaire | Millor ballarina en un espectacle de Broadway            | Stephanie Pope                                           | Nominat   |
| 2013 | Premis Fred & Adele Astaire | Coreògraf destacat d'un espectacle de Broadway           | Chet Walker                                              | Guanyador |